# Safford, Arizona
Safford (nume originar, Ichʼįʼ Nahiłtį́į́ , în limba Apache de vest) este un oraș și sediulGR6 comitatului Graham, statul Arizona, Statele Unite ale Americii. Localitatea, fondată în 1875, a fost numită în onoarea lui Anson Pacely Killen Safford, cel de-al treilea guvernator teritorial al Teritoriului Arizona.
Populația orașului, care se găsește la circa 266 km (sau 165 de mile) est-sud-est față de Phoenix și la circa 165 km (sau 101 de mile) nord-vest față de Tucson, era de 8.932 de locuitori , conform estimării făcute de United States Census Bureau în anul 2006. GR6
Safford este cel mai important oraș al zonei Safford Micropolitan Statistical Area, care include ambele comitate Graham și Greenlee.  Colegiul Eastern Arizona College, cel mai vechi colegiu public din Arizona, înființat în 1888 (vedeți web site-ul său la eac,edu), are două campus-uri, cel secundar în Safford și cel principal în Thatcher, un oraș aflat la doar 6 km nord-vest de Safford. În apropierea ambelor orașe, pe culmile munților Pinaleño, la peste 3.100 de metri altitudine, se găsește un prestigios observator astronomic, Mount Graham International Observatory (vedeți MGPC 3 Arhivat în 6 august 2006, la Wayback Machine.), parte a programelor interdisciplinare ale Departamentului de astronomie a The University of Arizona (website arizona.edu) din Tucson.

## Geografie
Safford  se găsește la următoarele coordonate 32°49′24″N 109°42′53″V / 32.82333°N 109.71472°V (32.823266, -109.714613).GR1 Conform United States Census Bureau, orașul are a suprafață totală de 20.6 km² (sau 7.9 square miles), dintre care 20.4 km² (sau 7.8 square miles) este uscat și restul de 0.2 km² (0.38%) este apă.
Lanțul montan Pinaleño se înalță semeț în partea de sud-vest a orașului, fiind lanțul montan cu cea mai mare proeminență verticală dintre toate lanțurile montane ale statului Arizona. Considerat a avea cea mai mare diversitate biologică dintre toate mini-ecosistemele montane ale grupărilor montane numite generic Madrean Sky Islands, care sunt răspândite aleatoriu în Deșertul Sonora, munții Pinaleño sunt și locul unde se găsește un complex de telescoape foarte performante, dintre care se detașează Large Binocular Telescope.